# Characidium brevirostre
Characidium brevirostre är en fiskart som beskrevs av Pellegrin, 1909. Characidium brevirostre ingår i släktet Characidium och familjen Crenuchidae. IUCN kategoriserar arten globalt som livskraftig. Inga underarter finns listade i Catalogue of Life.